# 황무지

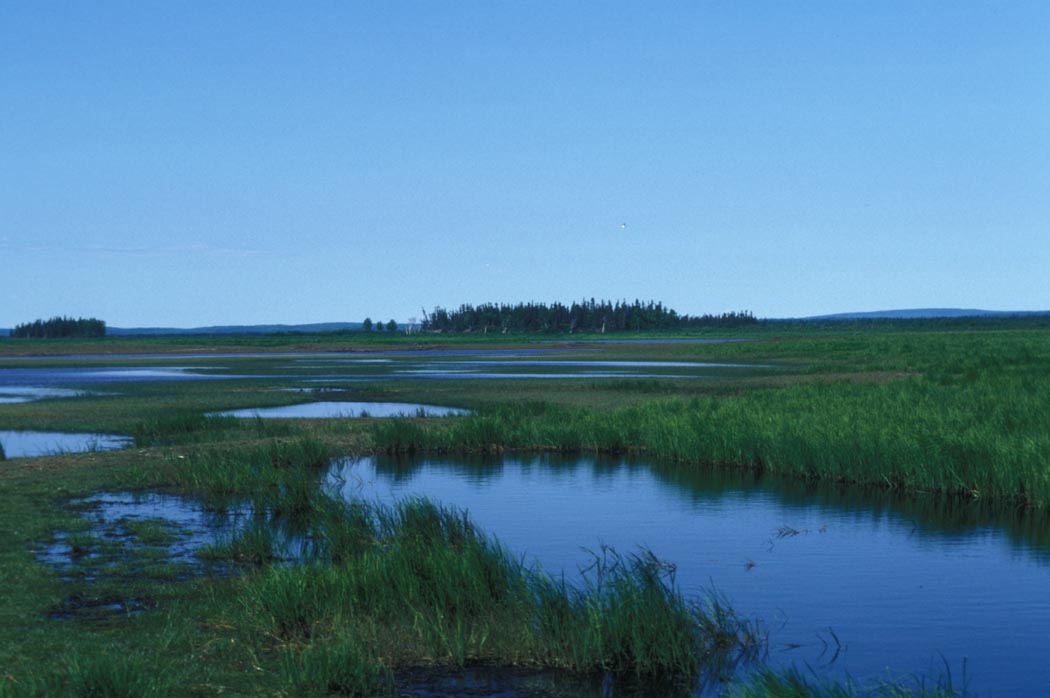
이노코 황무지 (미국, 알래스카주)

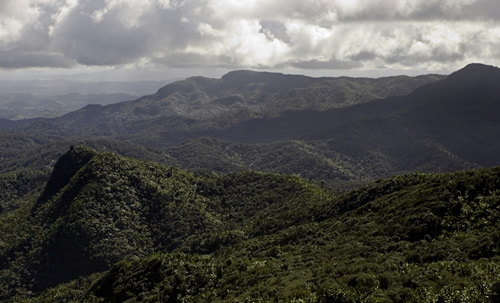
엘토로 황무지 (푸에르토리코)

황무지(荒蕪地, Wilderness) 또는 황야(荒野, wildland)는 인간의 활동으로 개간되지 않은 자연 환경을 말한다. “원형 그대로 보존된, 그 누구의 발길도 닿지 않은 거친 자연 지대로, 인간이 제어하거나 도로·송유관·여타 산업 인프라를 구축하지 않은 청정지대”로 정의할 수도 있다. 수렵 금지 구역, 사유지, 농지, 국유림, 국립 공원은 물론, 심지어 도시 안의 강이나 협곡을 따라서도 원생 자연 보호 구역(Wilderness areas)이 형성될 수 있다. 이런 지역들은 특정 종의 보존이나 생물 다양성의 추구, 생태학 연구, 자연환경보호, 레크리에이션에 있어서 중요한 위치를 차지한다. 황무지는 문화적, 도덕적, 미학적 이유로 그 가치를 인정받아 왔다. 일부 자연친화적 작가들은 황무지가 인간의 영적 정신과 창의력을 위해 필수적인 요소라고 생각하고 있다. 또한 황무지는 유사의 유전학적 특징들을 보존하고, 동물원·수목원·연구실에서 재현하기 어려운 야생 식물상과 동물상에게 서식지를 제공하기도 한다.

## 같이 보기
- 알도 레오폴드
- 바이오매스
- 야영
- 보전운동
- 탈산림화
- 생태발자국
- 지질학
- 기후 변화
- 하이킹
- 원시림
- 행성 거주가능성
- 보호 지역
- IUCN 보호지역 카테고리
- 무주지